# Anisodes catharinae
Anisodes catharinae là một loài bướm đêm trong họ Geometridae.